# 조세핀 보너버쉬

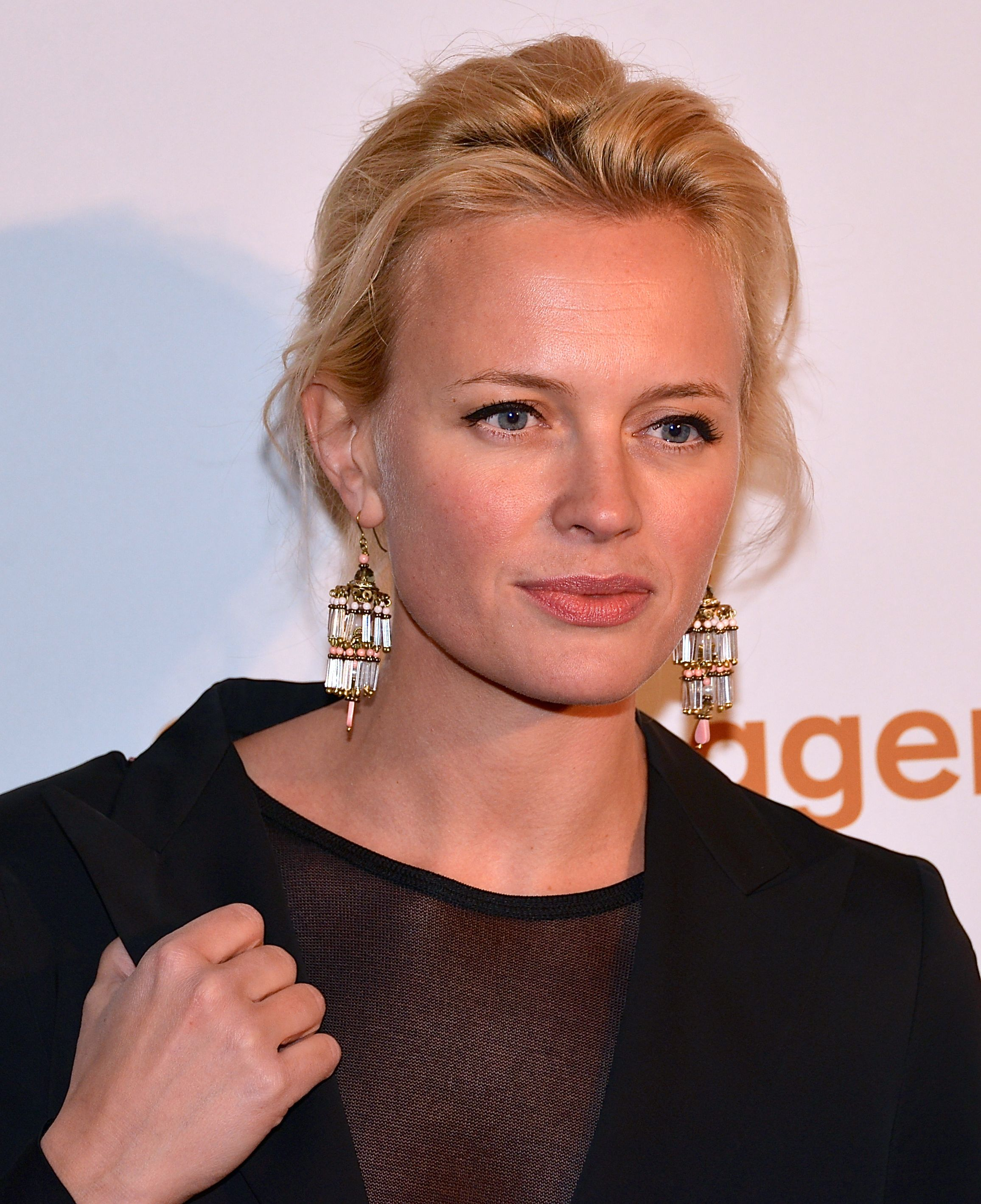

요세핀 보르네부슈(Josephine Bornebusch, 1981년 9월 12일 ~ )는 스웨덴의 배우, TV 사회자, 감독, 저자이다.
스톡홀름에서 태어났다.

## 방송
- 웰컴 투 스웨덴 시즌2
- 웰컴 투 스웨덴 시즌1

## 영화
- 제리마야스 디텍티브 에이전시 - 더 퍼스트 미스테리 (2018년)
- 썬샤인 패밀리 (2017년) - 미칸 역
- 웰컴 투 스웨덴 시즌1 (2014년)
- 라즈베리 보트 리퓨지 (2014년)
- 러브 앤 레몬 (2013년)
- 크레스트폴런 (2013년)
- 이노센틀리 컨빅티드 (2008년)